# Sanctuaire du Christ-Roi d'Almada
Pour les articles homonymes, voir Christ-Roi et Statue du Christ-Roi.
Le sanctuaire du Christ-Roi (en portugais : Santuário Nacional de Cristo-Rei) est un sanctuaire national de l'Église catholique et un monument religieux représentant le Sacré-Cœur de Jésus.
Situé dans la municipalité d'Almada au Portugal, il surplombe le pont du 25-Avril en faisant face à la ville de Lisbonne par rapport à l'embouchure du Tage.

## Caractéristiques duCristo-Rei
S'élevant sur le sommet d'une falaise dominant de 133 mètres les eaux du Tage, le monument mesure lui-même 110 mètres, ce qui en fait l'une des plus hautes constructions du pays.
Il est constitué en deux parties :
- la première est un portique de 82 mètres de hauteur construit par l'architecte António Lino (pt).
- la seconde représente la statue du Christ de 28 mètres de haut, les bras ouverts, tourné vers la capitale portugaise, qui est l'œuvre du sculpteur Francisco Franco de Sousa.

Son poids est d'environ 40 000 tonnes, la taille de la tête est de 4,05 m et les bras mesurent 10 mètres de longueur. L'envergure entre les deux mains est de 28 mètres.
Le Cristo-Rei possède à sa base une chapelle dédiée à Notre-Dame de la Paix.
Le monument du Christ-Roi est la plus grande attraction touristique de la commune d'Almada, avec les plages de la Costa de Caparica.
De plus, ce monument offre un point de vue imprenable sur la région voisine, notamment des quartiers lisboètes situés près des quais comme la célèbre Alfama ou la Baixa.

## Histoire duCristo-Rei

### Genèse du projet et construction (1936-1959)
La statue du Christ Rédempteur, qui existe déjà en 1934 à Rio de Janeiro au Brésil, donne l'idée au patriarche de Lisbonne, Manuel Gonçalves Cerejeira, de construire un monument d'aspect similaire dans sa ville.
En 1936, il transmet cette idée au mouvement apostolique de prière, qui l'accueille avec enthousiasme. Tous les évêques du pays sont ensuite invités à soutenir le projet dont la proclamation officielle a lieu l'année suivante, à la pastorale du Carême.
Il est aussi édifié à la suite d'un vœu de l'épiscopat portugais, réuni à Fátima le 20 avril 1940, demandant à Dieu d'épargner le pays de la Seconde Guerre mondiale. Salazar ne voulant pas violer la vieille amitié avec le Royaume-Uni, datant du XIVe siècle, et préfère maintenir la neutralité en ne participant pas à cette guerre.
La première pierre du monument est posée le 18 décembre 1949, après la fin de la guerre et est inauguré le 17 mai 1959, jour de la Pentecôte, en présence des cardinaux de Rio de Janeiro, Lourenço Marques, et de plus de 300 000 personnes, représentant des autorités officielles et citoyens anonymes.
En cette occasion, l'image d'origine de Notre-Dame de Fátima est présente, et le Portugal est consacré aux Saints Cœurs de Jésus et Marie. Le pape Jean XXIII, non présent à cette cérémonie, annonça un discours à la radio, alors diffusé à l'assistance. Le cardinal Cerejeira affirme que le monument sera toujours un signal de gratitude pour le don de la paix.

### Cérémonies et hommages religieux

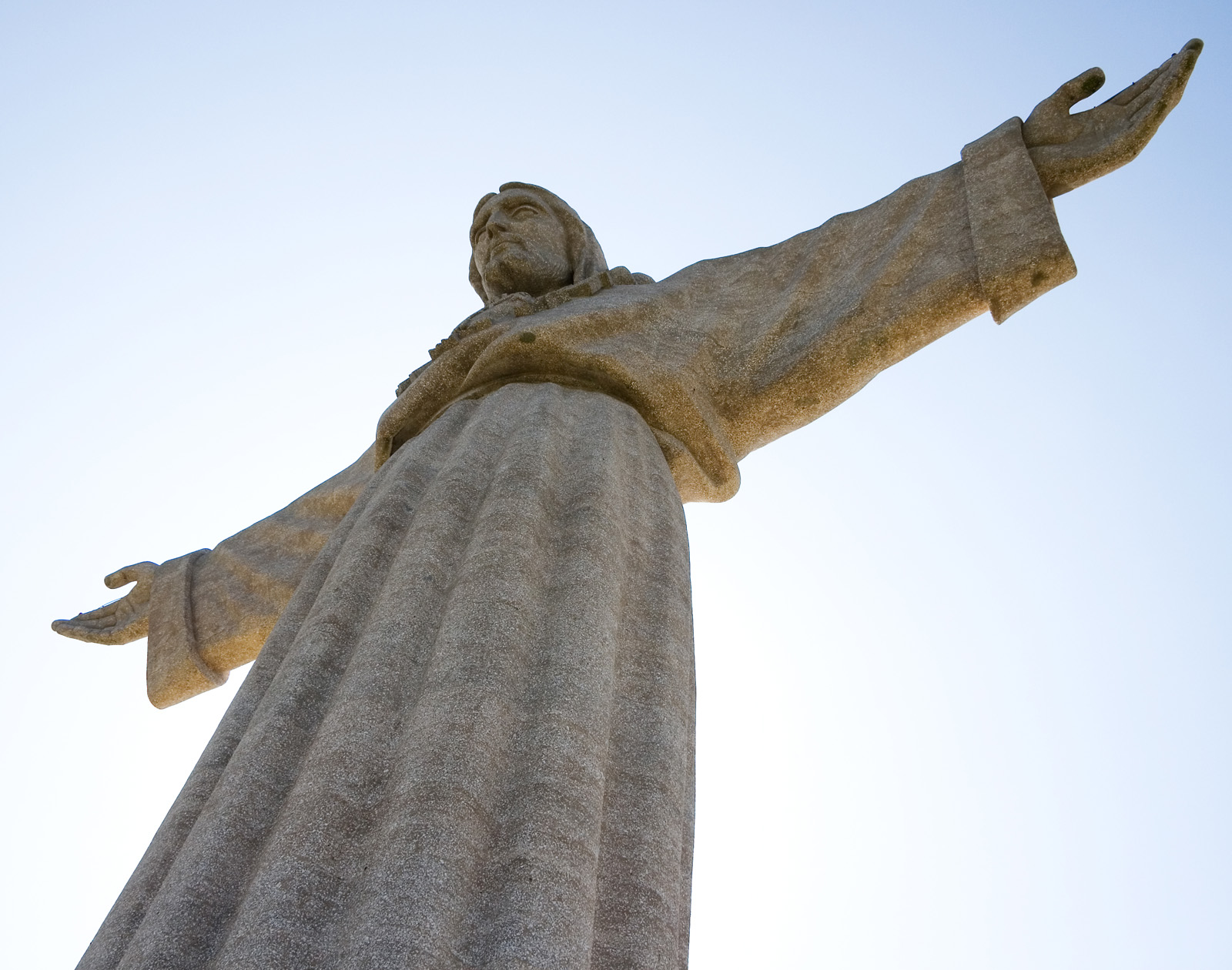
Vue sur le Cristo-Rei.

À l'occasion de la célébration du 25e anniversaire, en 1984, les terrains aux alentours sont réalloués pour abriter le bâtiment d'accueil du sanctuaire d'aujourd'hui, ainsi que le rectorat et les services administratifs, avec une chapelle et diverses salles pour des expositions et des réunions.
En 1999, le diocèse de Setúbal prend la responsabilité du sanctuaire, celui-ci étant soumis à des travaux de restauration entre mai 2001 et le 1er février 2002. La Conférence épiscopale portugaise confirme le statut de sanctuaire national, et décide de reverser tous les dons récoltés le 23 novembre 2003 pour la restauration du monument.
Le 17 mai 2007, la salle Bienheureux-Jean-XXIII est inaugurée, contentant huit tableaux inspirés de son encyclique Pacem in Terris. Le même jour, on appose au fronton de l'édifice la croix haute, qui était auparavant au sanctuaire de Fátima, dans le cadre de la construction d'une nouvelle basilique dans ce lieu de pèlerinage.
Le 17 mai 2009, pour la célébration du cinquantenaire du monument, la statue de Notre-Dame dans la chapelle des apparitions (de Fátima) est transportée dans le bâtiment. Le sanctuaire reçoit alors les évêques portugais, et les reliques de Marguerite-Marie Alacoque, la religieuse propagatrice de la dévotion au Sacré-Cœur. Le pape Benoît XVI s'associe à l'événement en envoyant son légat, le cardinal portugais José Saraiva Martins et en diffusant un message lors de l'angélus du 17 mai. Le jumelage entre le Cristo-Rei et le Christ Rédempteur est signé à cette occasion.
La même année voit l'embellissement des abords du monument, notamment par la construction d'une « Voie Sacrée » honorant les martyrs du XXe siècle, la restauration du belvédère dominant la capitale portugaise et la création de zones vertes.

### Galerie et photographies duCristo-Rei

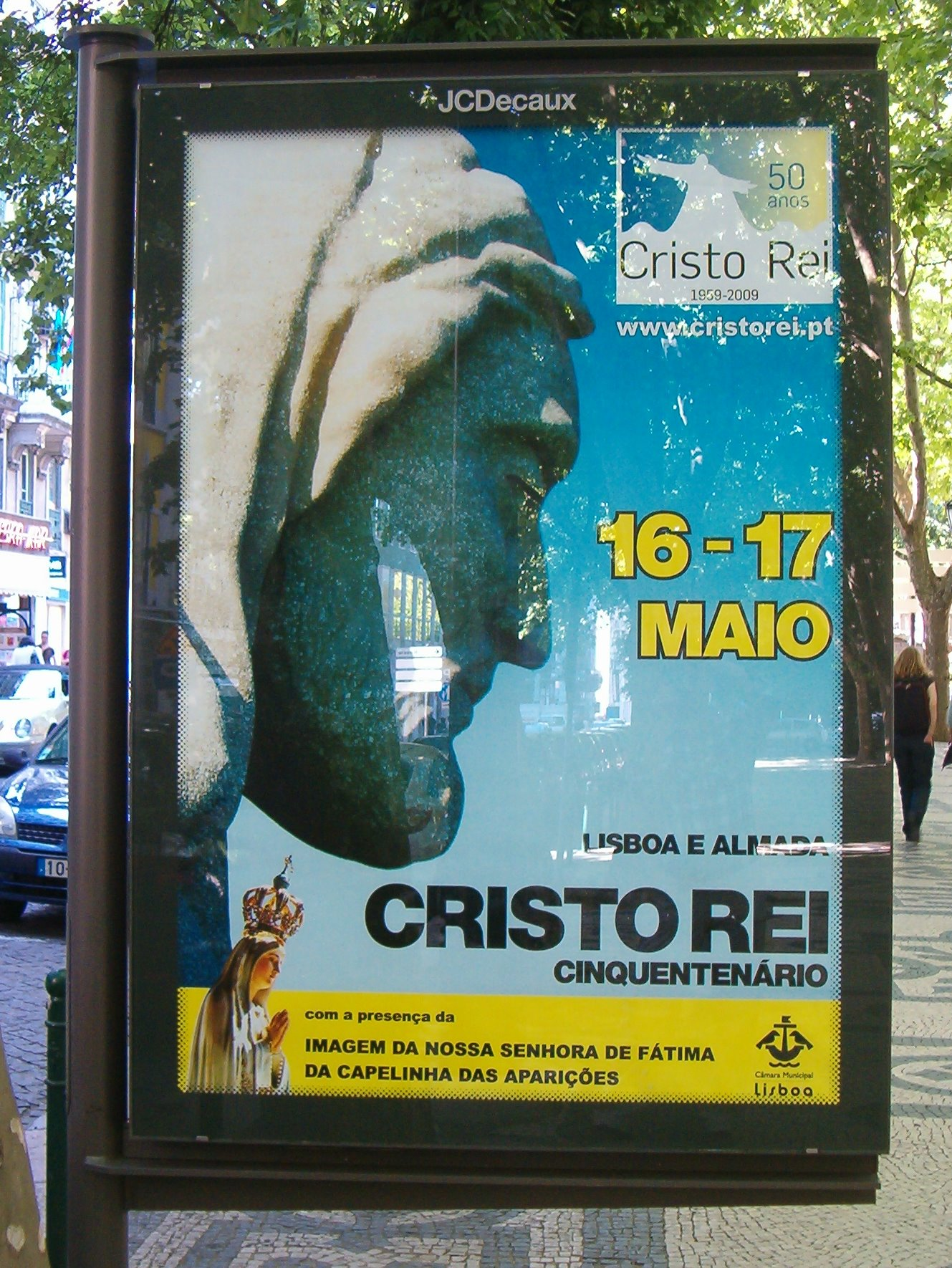
Publicité pour le 50e anniversaire.
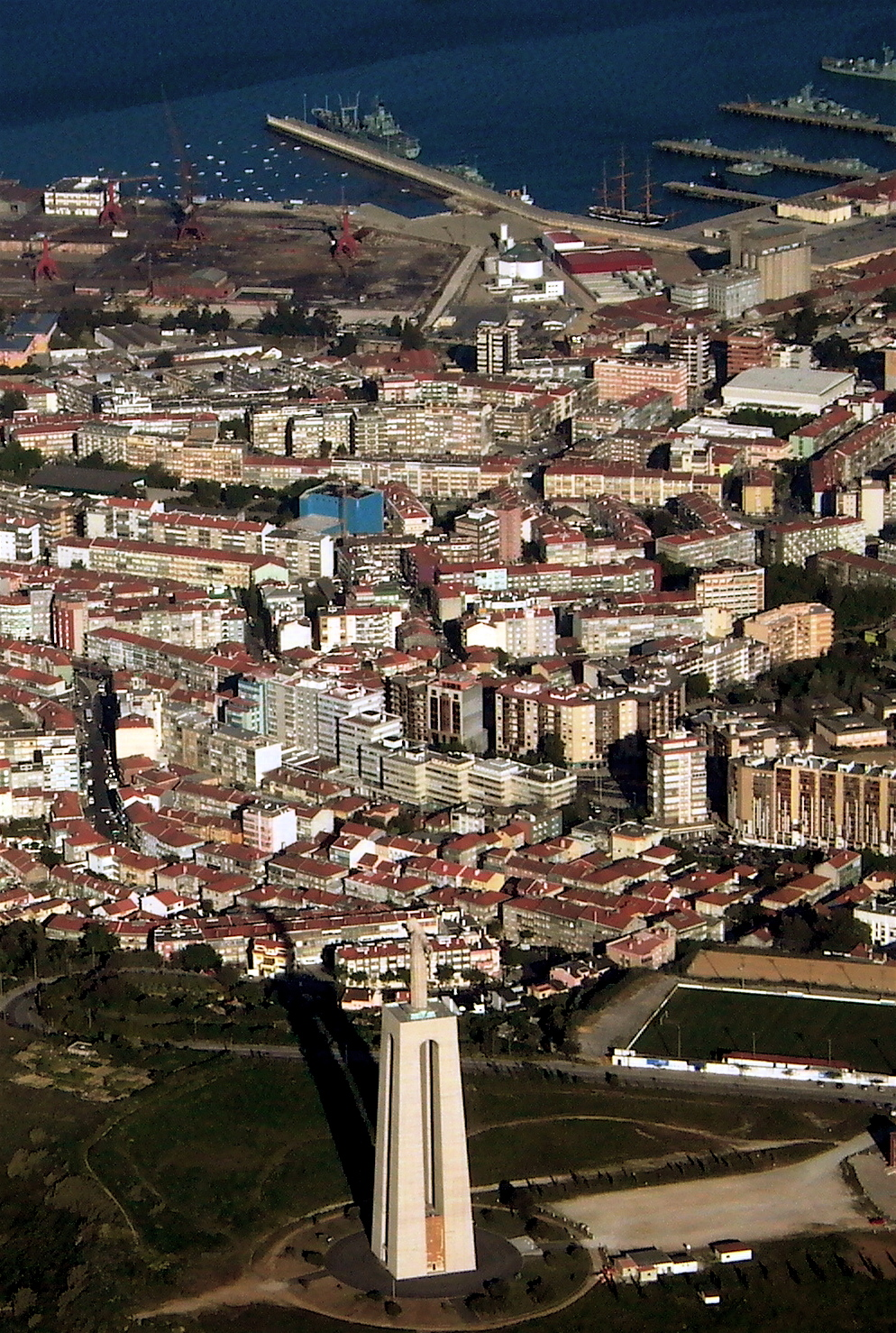
Le Christ-Roi et la ville d'Almada.
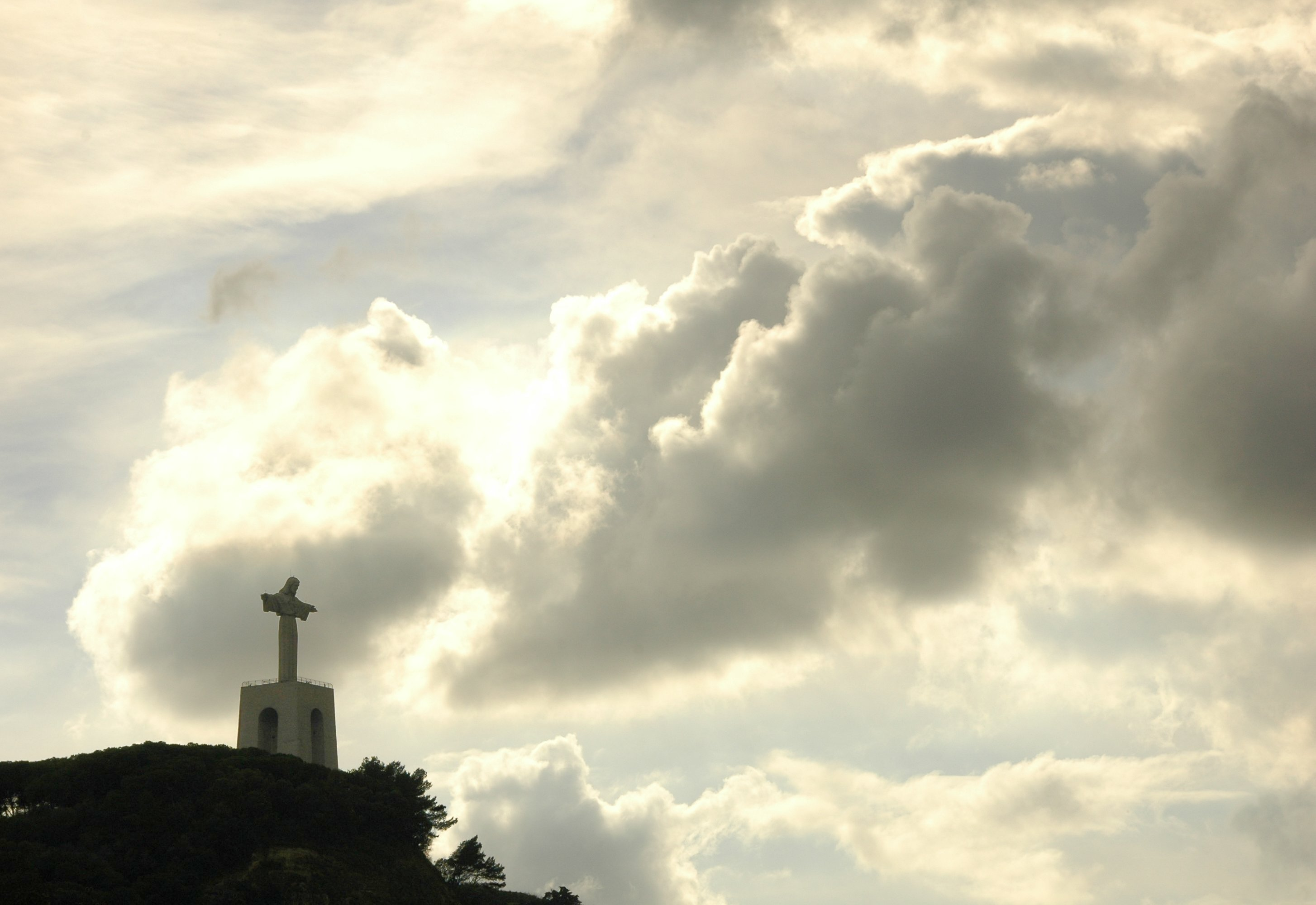
Le Christ-Roi vu en contrebas.
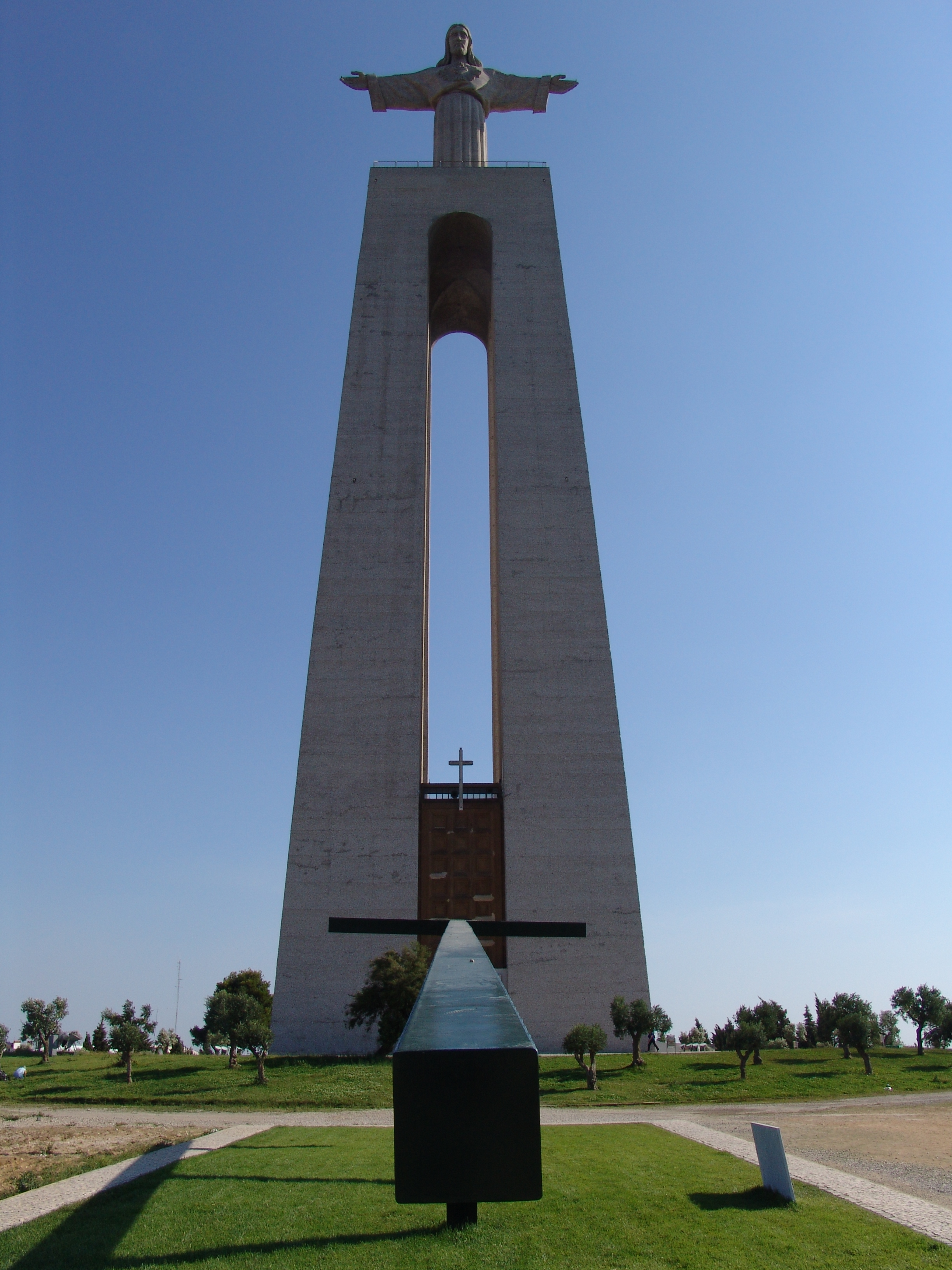
La croix de Fátima et le Christ-Roi.

### Sources, notes et références
1. ↑  (en) « National Shrine of Christ the King » [« Sanctuaire national du Christ-Roi »], sur gcatholic.org (consulté le 2 mars 2021).
2. 1 2 3  (pt) « Santuário do Cristo Rei » [« Sanctuaire du Christ-Roi »], sur monumentos.gov.pt, Système d'information pour le patrimoine architectural (consulté le 2 mars 2021).
3. 1 2 3 4  (pt) « História do Santuário Nacional de Cristo Rei » [« Histoire du sanctuaire national du Christ-Roi »], sur cristorei.pt (consulté le 22 décembre 2023).
4. ↑  (en) « Almada Portugal and the Shrine of Christ the King » [« Almada au Portugal et le sanctuaire du Christ-Roi »], sur pilgrim-info.com (consulté le 8 octobre 2023), paragraphe « History of the National Shrine of Christ the King » (« Histoire du sanctuaire national du Christ-Roi ») : « In order to be National, the Monument needed the approval and cooperation of all the Portuguese Bishops, which is finally obtained and officially divulged in the Bishops’ Joint Pastoral Letter for Lent of 1937. » (« Pour être reconnu national, le monument avait besoin de l’approbation et de la coopération de tous les évêques portugais ; cela est finalement obtenu et officiellement annoncé dans la Lettre pastorale commune des évêques pour le Carême 1937. »)
5. ↑  « Cristo Rei », 3 juin 2009 (version du 10 octobre 2017 sur Internet Archive).